# کارلوس رویز (بازیکن فوتبال، زاده ۱۹۸۳)
کارلوس رویز (انگلیسی: Carlos Ruiz؛ زادهٔ ۲۰ ژوئیهٔ ۱۹۸۳) بازیکن فوتبال اهل اسپانیا است.
از باشگاه‌هایی که در آن بازی کرده‌است می‌توان به باشگاه فوتبال پومفرادینا، باشگاه ورزشی تنریف، و باشگاه فوتبال گرانادا اشاره کرد.